# Lopezia lopezioides
Lopezia lopezioides là một loài thực vật có hoa trong họ Anh thảo chiều. Loài này được (Hook. & Arn.) Plitmann, P.H. Raven & Breedlove mô tả khoa học đầu tiên năm 1973.